# Benedetto Tuzia
Benedetto Tuzia (Subiaco, 22 dicembre 1944) è un vescovo cattolico italiano, dal 7 marzo 2020 vescovo emerito di Orvieto-Todi.

## Biografia
Benedetto Tuzia è nato il 22 dicembre 1944 a Subiaco, provincia di Roma (oggi città metropolitana) e sede abbaziale, nella regione del Lazio.

### Formazione e ministero sacerdotale
Dopo aver ricevuto l'istruzione primaria e quella secondaria, ottenendo il diploma, ha deciso di seguire la sua vocazione sacerdotale e si è quindi iscritto al seminario di Subiaco, dove ha frequentato i corsi di filosofia e teologia. Al termine del percorso di formazione, ha ricevuto l'ordinazione sacerdotale il 29 giugno 1969, ventiquattrenne, incardinandosi come presbitero dell'abbazia territoriale di Subiaco.
Nel 1970 si è trasferito a Roma per studiare alla Pontificia Università Lateranense, dove ha conseguito la licenza in teologia pastorale, e nel 1971 gli è stato affidato il primo incarico pastorale come vicario parrocchiale nella chiesa di Santa Chiara, dove è rimasto per tredici anni; intanto il 1º settembre 1980 si è incardinato nel clero della diocesi di Roma all'età di trentacinque anni. Nel 1984 è stato poi trasferito come vicario parrocchiale della basilica di Nostra Signora di Guadalupe e San Filippo in Via Aurelia per un triennio, finché nel 1987 è stato promosso parroco della chiesa di Santa Silvia e contemporaneamente amministratore parrocchiale nella chiesa di San Damaso, servendo qui per sedici anni.
Il 27 agosto 1993 papa Giovanni Paolo II gli ha conferito il titolo onorifico di cappellano di Sua Santità. È stato anche prefetto della XXIX prefettura, collaboratore al sinodo diocesano ed alla preparazione del Giubileo del 2000. Il 1º settembre 2003 è stato trasferito come parroco della chiesa di San Roberto Bellarmino, ufficio ricoperto fino alla promozione all'episcopato.

### Ministero episcopale

#### Vescovo ausiliare di Roma
Il 28 gennaio 2006 papa Benedetto XVI lo ha nominato, sessantunenne, vescovo ausiliare di Roma per il settore ovest assegnandogli contestualmente la sede titolare di Nepi.
Il 2 marzo successivo ha preso parte all'incontro del papa con il clero diocesano, avvenuto nell'aula delle benedizioni del Palazzo Apostolico, in occasione dell'inizio della Quaresima. Ha ricevuto la consacrazione episcopale il 12 marzo seguente, nella basilica di San Giovanni in Laterano, per imposizione delle mani del cardinale Camillo Ruini, vicario generale di Sua Santità per la diocesi di Roma ed arciprete della basilica, assistito dai co-consacranti monsignori Luigi Moretti, arcivescovo titolare di Mopta e vicegerente della diocesi di Roma, e Vincenzo Apicella, vescovo di Velletri-Segni. Come suo motto episcopale ha scelto Dei caritati credidimus, che tradotto vuol dire "Ci affidiamo all'amore di Dio".
Il 4 dicembre dello stesso anno si è recato in Vaticano, assieme agli altri ausiliari della diocesi di Roma, per la visita ad limina apostolorum, allo scopo di discutere con il pontefice della situazione e dei problemi relativi al suo settore.
Nel 2007 ha accolto il pontefice durante tre visite pastorali a Roma: il 18 marzo all'Istituto penale per minori "Casal del Marmo"; il 2 dicembre all'Ospedale romano "San Giovanni Battista" del Sovrano Militare Ordine di Malta; il 16 dicembre nella parrocchia di Santa Maria del Rosario di Pompei alla Magliana.

#### Vescovo di Orvieto-Todi
Il 31 maggio 2012 papa Benedetto XVI lo ha nominato, sessantasettenne, vescovo di Orvieto-Todi; è succeduto a Giovanni Scanavino, dimessosi il 5 marzo 2011 per motivi di salute. Ha preso possesso della diocesi durante una cerimonia svoltasi nella basilica cattedrale di Santa Maria Assunta ad Orvieto il 30 giugno successivo ed il giorno dopo, il 1º luglio, è entrato anche nella concattedrale della Santissima Annunziata a Todi.
Il 22 aprile 2013 ha compiuto una seconda visita ad limina in Vaticano, facendo la conoscenza del nuovo pontefice.
Il 1º novembre 2017 ha indetto la visita pastorale alla diocesi.
Il 7 marzo 2020 papa Francesco ha accettato la sua rinuncia dal governo pastorale della diocesi di Orvieto-Todi per raggiunti limiti d'età, ai sensi del can. 401 § 1 del Codice di diritto canonico, divenendone vescovo emerito all'età di settantacinque anni e dopo quasi otto di governo pastorale; contestualmente gli è succeduto il cinquantanovenne Gualtiero Sigismondi, assistente ecclesiastico generale dell'Azione Cattolica Italiana e fino ad allora vescovo di Foligno. È rimasto amministratore apostolico della diocesi fino all'ingresso del successore, avvenuto il 28 giugno seguente.
Presso la Conferenza episcopale umbra è stato delegato per la pastorale della salute, per i problemi sociali ed il lavoro, per le migrazioni e per la carità.

## Genealogia episcopale
La genealogia episcopale è:
- Cardinale Scipione Rebiba
- Cardinale Giulio Antonio Santori
- Cardinale Girolamo Bernerio, O.P.
- Arcivescovo Galeazzo Sanvitale
- Cardinale Ludovico Ludovisi
- Cardinale Luigi Caetani
- Cardinale Ulderico Carpegna
- Cardinale Paluzzo Paluzzi Altieri degli Albertoni
- Papa Benedetto XIII
- Papa Benedetto XIV
- Papa Clemente XIII
- Cardinale Bernardino Giraud
- Cardinale Alessandro Mattei
- Cardinale Pietro Francesco Galleffi
- Cardinale Giacomo Filippo Fransoni
- Cardinale Carlo Sacconi
- Cardinale Edward Henry Howard
- Cardinale Mariano Rampolla del Tindaro
- Cardinale Gennaro Granito Pignatelli di Belmonte
- Cardinale Pietro Boetto, S.I.
- Cardinale Giuseppe Siri
- Cardinale Giacomo Lercaro
- Vescovo Gilberto Baroni
- Cardinale Camillo Ruini
- Vescovo Benedetto Tuzia

## Araldica
| Stemma | Blasonatura |
| ------ | --- |
|        | Tagliato: nel primo di argento alla croce di San Benedetto; nel secondo di azzurro al pellicano con la sua pietà di oro. L'argento simboleggia la trasparenza, quindi la Verità e la Giustizia, doti fondamentali su cui articolare la nostra vita con i fratelli, insegnamenti che accompagnano anche i precetti della regola di San Benedetto, patrono d'Europa, qui rappresentato dalla Croce che porta il suo nome. |